# Pietro Foscari
Pietro Foscari (Venecia, c. 1417 - Viterbo, 11 de agosto de 1485) fue un eclesiástico italiano, obispo y cardenal. 

## Biografía

Armas de los Foscari.

Hijo del procurador veneciano Marco di Nicolò y de Margherita di Francesco Marcello, en 1447 fue nombrado primicerio de la Basílica de San Marcos de Venecia y protonotario apostólico por el papa Nicolás V, probablemente gracias a la influencia de su tío Francesco Foscari, que por aquél entonces era dux de Venecia.  Fue también abad comendatario de los monasterios de Summaga y SS. Cosma y Damiano de Rogova, vacantes por la muerte de Polidoro Foscari, primo de su padre y arzobispo de Zadar.
Doctorado en derecho canónico en 1454  por la Universidad de Padua, el año siguiente renunció al obispado de Treviso que le ofreció Calixto III, probablemente por aspirar a mayores cargos, pero la destitución de su tío Francesco como dux y la condena por traición del hijo de éste, Jacopo, supuso un estancamiento en su carrera eclesiástica: el Senado de Venecia rechazó presentarlo para el obispado de Padua en 1459 y para el patriarcado de Venecia en 1466.
Paulo II le creó cardenal in pectore en 1468, pero el papa murió tres años después sin haber hecho pública su creación.  Entre los cardenales electores al cónclave de 1471 ya había tres venecianos (Barbo, Michiel y Zeno), y el Colegio cardenalicio se negó a aceptar a Foscari.  
El nuevo papa Sixto IV le proclamó en el consistorio de 1477, otorgándole el título de San Nicoló inter imagines, de nueva creación.
Fue administrador apostólico de Split entre 1478-79, y de Padua desde 1481, tuvo una participación destacada en las desavenencias entre Venecia y la Santa Sede durante la guerra de Ferrara de 1482-84 y fue cardenal elector en el cónclave de 1484 en el que resultó elegido papa Inocencio VIII.  
Falleció en 1485 mientras tomaba los baños en Bagni di Bacucco, cerca de Viterbo, para restablecerse de una dolencia estomacal.  Su sepultura, obra de Giovanni di Stefano, se encuentra en la capilla Cerasi de la Basílica de Santa María del Popolo de Roma.

## Fuentes

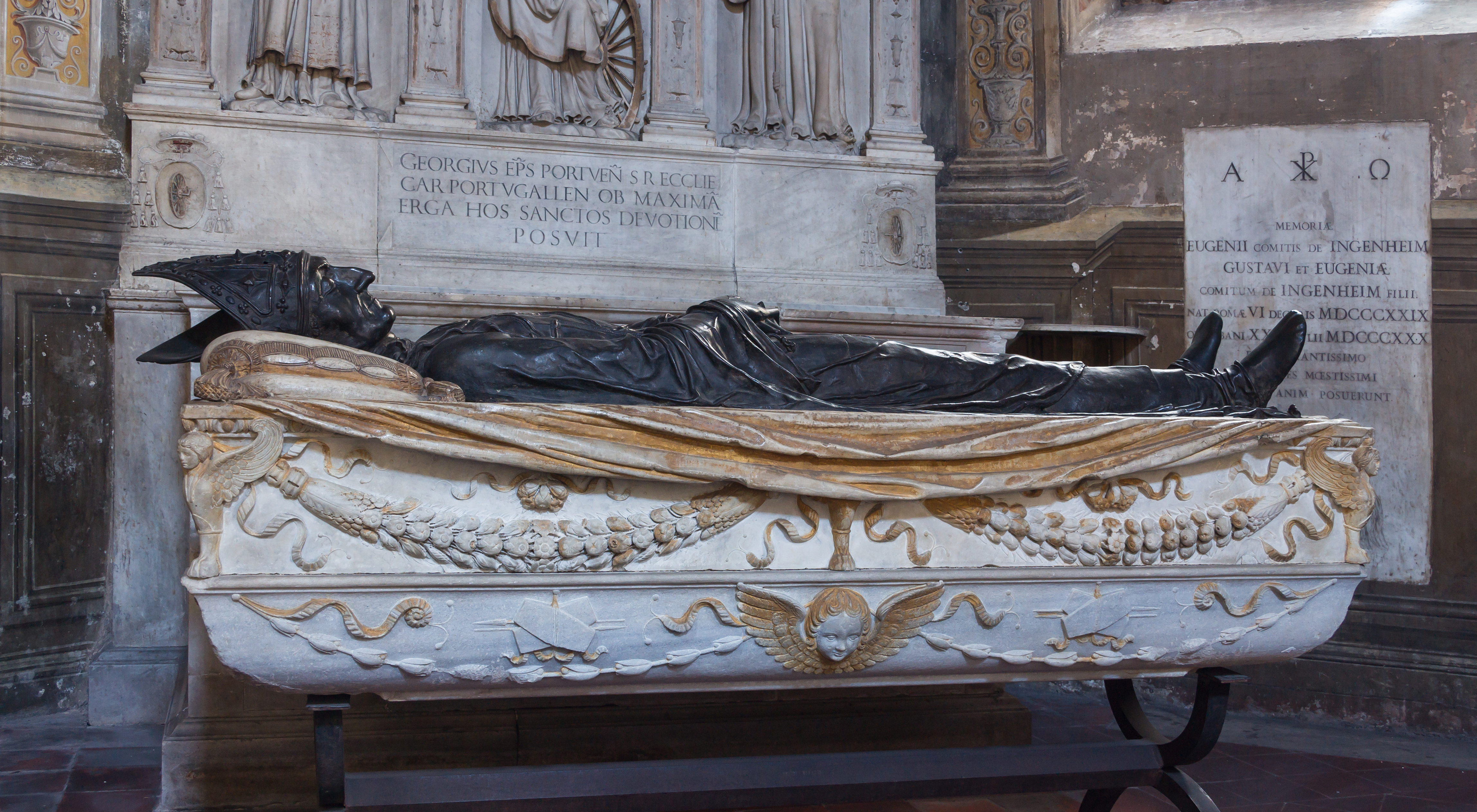
Sepultura del cardenal en Santa Maria del Popolo de Roma.